# Lebinthus lanyuensis
Lebinthus lanyuensis är en insektsart som beskrevs av Oshiro 1996. Lebinthus lanyuensis ingår i släktet Lebinthus och familjen syrsor. Inga underarter finns listade i Catalogue of Life.